# Viaduto do Exército
O Viaduto 13, conhecido também como Viaduto do Exercito, é a denominação dada a um viaduto ferroviário existente na Ferrovia do Trigo, a EF-491, no trecho entre os municípios de Vespasiano Corrêa e Muçum, no Rio Grande do Sul. Esta ferrovia está atualmente sob concessão da Rumo Logística.
A denominação 13 tem sua origem no fato de ser o 13º de uma sequência de viadutos que se inicia no centro da cidade de Muçum, conhecida como a "Princesa das Pontes".
Foi construído pelo 1º Batalhão Ferroviário situado em Lages, durante a década de 1970, tendo sido projetado desde o final da Segunda Guerra Mundial, pela empresa Serviços de Engenharia Emílio Baumgart (SEEBLA). Com seus 143 metros de altura e 509 de extensão, foi inaugurado pelo então presidente Ernesto Geisel em 19 de agosto de 1978, é o maior viaduto ferroviário das Américas e o terceiro mais alto do mundo, superado apenas pelo Viaduto Mala Rijeka, em Montenegro, de 198 metros de altura, e a ponte de Beipanjiang, na China, que possui uma altura de 275 metros.
Suas fundações são do tipo sapata corrida e estão enterradas em média a 21 metros abaixo do nível do solo. Cada pilar é formado por quatro paredes de 80 centímetros de espessura média com uma chapa de concreto a cada 6 metros de altura chamada de trava pelos operários da época.